# 坎培拉體育場
坎培拉體育場(原名為Bruce Stadium)是一座位於澳洲首都特區坎培拉的澳洲體育學院旁的體育場。主要用於舉辦聯盟式橄欖球和橄欖球比賽。

## 外部連結
- 官方網站（页面存档备份，存于）